# NGC 7244
NGC 7244 је спирална галаксија у сазвежђу Пегаз која се налази на NGC листи објеката дубоког неба.
Деклинација објекта је + 16° 28' 18" а ректасцензија 22h 16m 26,7s. Привидна величина (магнитуда) објекта NGC 7244 износи 13,9 а фотографска магнитуда 14,6. NGC 7244 је још познат и под ознакама MCG 3-56-21, MK 303, CGCG 451-25, PGC 68468.